# D’Arcy Wentworth
D’Arcy Wentworth (* 14. Februar 1762 in Portadown, County Armagh, Irland; † 7. Juli 1827 in Homebush, Vorort von Sydney in Australien) war ein irischer Soldat, Mediziner, Beamter und ursprünglicher Landbesitzer in der britischen Sträflingskolonie von New South Wales.

## Frühes Leben
D’Arcy Wentworth war das sechste von acht Kindern von D’Arcy Wentworth und seiner Frau Martha Dickson. Die Wentworths entstammten einer englischen Aristokratenfamilie. Bevor der junge Wentworth eine medizinische Laufbahn einschlug, diente er als Soldat bei der First Armagh Company in Irland. Über Wentworth wird berichtet, dass er bei seinen Mitbürgern sehr geschätzt war und dass er sich in finanziellen Schwierigkeiten befand. Er wurde des dreifachen Straßenraubes angeklagt und am 12. Dezember 1778 in zwei Fällen von einer Schuld und in dem dritten Fall mangels Beweisen freigesprochen. Er bezeichnete sich von Anfang an als unschuldig und verkündete zu Beginn der Verhandlung, dass er mit der Second Fleet als Inspektor das Land unmittelbar nach der Urteilsverkündung nach Australien verlassen werde.

## Emigration
Die Second Fleet legte am 19. Januar 1790 in England ab. Auf dem Schiff unterhielt er mit einem weiblichen Sträfling im Teenageralter, Catherine Crowley, eine Liebesbeziehung. Wentworth kam auf dem Schiff Neptune am 28. Juni 1790 in Port Jackson an. Am 1. August 1790 legten er und Catherine Crowley auf dem Schiff Surprize nach Norfolk Island ab. Bevor die Surprize im August auf Norfolk Island ankam, wurde William Charles Wentworth geboren, einer der Entdecker der Durchquerung der Blue Mountains.
Auf Norfolk Island arbeitete D’Arcy Wentworth in einem Hospital und am 10. September 1791 erfolgte seine Ernennung zum Inspektor der Sträflinge. Als er im Februar 1796 nach Sydney zurückging, wurde er am 7. April 1796 zum Sträflingsinspektor der gesamten Sträflingskolonie von New South Wales ernannt. Anschließend diente er in unterschiedlicher Funktionen in drei medizinischen Zentren auf Norfolk Island, Sydney und Parramatta, bevor er den Posten des Chefchirurgen der zivilen medizinischen Abteilung von New South Wales ab Februar 1809 bekleidete.

## Berufsleben
Neben seiner Aufgabe als Mediziner widmete sich Wentworth dem öffentlichen, wirtschaftlichen und politischen Leben nach seiner Interessenlage und verfolgte rücksichtslos seine Interessen. 1809 wurde er von seinem Posten als Chefchirurg ohne Erklärung vom amtierenden Gouverneur William Bligh entlassen. Anschließend spielte Wentworth eine bedeutende Rolle in der so genannten Rum Rebellion, die einen Putsch gegen den Gouverneur Bligh initiierte, weil dieser die Landübereignungen der Kolonialregierung – einschließlich der Ländereien – überprüfte und beabsichtigte diese gegebenenfalls rückzuübereignen. Bligh beabsichtigte auch den illegalen Handel mit Rum zu beenden, der sich zu einer inoffiziellen Währung in New Soth Wales entwickelt hatte, den Offiziere des New South Wales Corps und Wentworth betrieben. Im Jahre 1810 erhielten Wentworth und zwei weitere Männer von Gouverneur Lachlan Macquarie den Auftrag, das sogenannte Rum Hospital in Sydney zu bauen. Als Gegenleistung für den Bau erhielt Wentworth zwei Lizenzen zum Verkauf von Rum; eine im Rum Hospital und die andere in einer Straße von Sydney. Diese erbrachten ein Vielfaches der Kosten des Hospitalbaus. Wentworth verrichtete des Weiteren Dienste für die Polizei und im Jahre 1810 war er Kommissar, der die Beitreibung der Straßennutzungsgebühren von Sydney nach Parramatta überwachte.
D’Arcy war einer der ersten Aktienbesitzer und Direktoren der ältesten Bank Australiens, der Bank of New South Wales. Sie wurde im Jahre 1817 gegründet und ist heute Teil der Westpac Banking Corporation.
Auch beim Erwerb von Land war er gerissen und erfolgreich, als ihm 3,73 km² Land im Norden von Homebush übereignet wurde, einem Gebiet in der Nähe von Strathfield. Als er starb, hatte er sich Ländereien von 543,2 km² angeeignet.

## Sonstiges
Nach ihm ist der Vorort Wentworthville in Sydney benannt.